# Jean-Michel Jarre
Jean-Michel Jarre (Jean-Michel André Jarre, Lyon, 1948. augusztus 24. –), aktuális írásmóddal Jean Michel Jarre, francia zeneszerző, előadóművész és zenei producer, a 20. és 21. századi elektronikus zene iránymutató egyénisége, az egyik legkreatívabb alkotója, az ambient- és a new-age zene úttörője, aki emellett még számos stílusban is maradandót alkotott. A sok évtizeden át tartó pályája során folyton meg tudott újulni művészileg, még idősebb korában is tartva a lépést a technológiai fejlődéssel és kulturális változásokkal. Nagyszabású koncertek szervezéséről is ismert, melyeket látványos fényeffektusok, lézershow-k és tűzijátékok felhasználásával ad elő.
Az édesanyja és nagyszülei által felnevelt Jarre gyermekkorától foglalkozik zenével. Első nagy nemzetközi sikere az 1976-os Oxygène című album volt, amelyet otthoni stúdiójában vettek fel és amelyet számos kritikus ma is az elektronikus zene meghatározó lemezének tekint, amely kiállta az idő próbáját. 1979-ben a párizsi Concorde téren adott koncertjén több, mint 1 millió ember vett részt és akkor, mint a legtöbb nézőt vonzó szabadtéri rendezvény került be a Guinness Rekordok Könyvébe. Jarre saját rekordját azóta már többször is megdöntötte. Pályafutása során többek között olyan helyeken adott koncerteket, mint az Eiffel-torony vagy a gízai piramisok, de emlékezetes az 1997-es moszkvai koncertje is, ahol 3,5 millió néző volt jelen. A 2020-as években a virtuális valóságban is elkezdett koncerteket adni, a 2020-as szilveszteri ottani koncertjét világszerte 75 millió ember követte különböző platformokról. 2004-ig a művész több mint 80 millió albumot adott el világszerte.

## Élete és karrierje

### Korai évek, tanulmányok
Jean-Michel Jarre 1948. augusztus 24-én született Lyon-ban. Anyja, Francette Pejot ruhaboltos és a II. világháború alatt a francia ellenállás meghatározó alakja volt, aki a családi tulajdonú fehérnemű-üzletből segített akciókat irányítani, 5 hónapot töltött a Vichy-kormány börtönében és 8 hónapot a ravensbrücki koncentrációs táborban. Bátorsága nagy hatással volt Jarre világképére és művészetének szellemiségére is.
Apja, Maurice Jarre Oscar-díjas filmzeneszerző volt, de szülei 5 éves korában elváltak, az apja pedig az Egyesült Államokba költözött és nem tartott fenn semmilyen kapcsolatot a fiával, így Jarre-t az anyja és a nagyszülei nevelték fel. Nagyapja, André Jarre zenész és feltaláló volt, aki oboán játszott és mellette hordozható lemezjátszókat, szalagos felvevő gépeket épített. Az egyik ilyen gépet ajándékba adta unokájának, aki azonnal érdeklődni kezdett a hangok felvétele és szerkesztése iránt.
Öt éves korában kezdett zongorán tanulni. Gyermekkorában gyakran kísérte el anyját a Mimi Ricard, anyja egyik francia ellenállásból ismert közeli barátja által vezetett Le Chat Qui Pêche ('A halászó macska') párizsi jazz-klubba, ahol – amíg az anyja a barátjával töltötte idejét – addig ő az ott próbáló jazz zenészekkel volt, olyanokkal, mint Archie Shepp, John Coltrane és Chet Baker. Tizedik születésnapján, amit a klubban ünnepeltek, Chet Baker ráültette egy zongorára és így játszott neki. Az élmény, ahogy a zongora hangerejét mellkasán érezte meghatározó élmény volt Jarre számára. Később úgy nyilatkozott, hogy a jazz komoly hatással volt rá, mivel itt tanulta meg, hogy milyen fontos a textúra és a hangzás, ez terelte őt zenei pályára. Művészetére még komoly hatást gyakoroltak Miles Davis és Ray Charles művei, illetve Igor Stravinsky és Oum Kalthoum arab énekesnő munkássága is. Jarre a zenei inspirációk mellett a képzőművészet iránt is erősen érdeklődött, 13-14 éves korában például egy kitalált bátyra hivatkozva árulta az utcán a festményeit. Zenei műveire és a koncertjei vizuális megjelenésére Pierre Soulages festészete is nagy hatással volt.
Még tinédzserként alapította meg a Mystère IV nevű rockbandát, majd nem sokkal később a The Dustbins nevű együttes tagjaként zenélt, akikkel ki is adott egy kislemezt.
Tanulmányait a párizsi konzervatóriumban végezte, de eközben is inkább a kísérleti, klasszikus zenével, jazz-zel és rockkal szemben egyaránt újdonságot jelentő zenével kezdett foglalkozni. 20 éves korában, 1968-ban készítette el első elektronikus zenéjét, a Happiness is a sad song ('A boldogság egy szomorú dal') című 5 perces, zajok, felvett hangok szalagjait használó musique concrète műfajú kísérleti dalt. 1969-ben a párizsi Groupe de recherches musicales, azaz a zenekutató-központ csoport tagja lett, melyben az elektroakusztikus zeneszerzést tanulmányozták. Itt Pierre Schaeffer tanítványként dolgozott, aki a musique concrète egyik jelentős alakja volt. 1969-ben készítette el első kislemezét, a szintén kísérleti, zajos hangzású La Cage/Erosmachine-t, amelyhez csak 2 évvel később, 1971-ben talált kiadót, de így is csak kis példányszámban kelt el.

### 1970–1979
Jarre a zenekutató központban végzett munkájának köszönhetően szert tett annyi ismertségre, a párizsi opera felkérje, hogy készítsen egy elektroakusztikus, kísérleti balettet. Az Aor című alkotást 1971-ben mutatta be az operában, de fogadtatása vegyes volt, mivel sokan túl elvontnak találták.
Első studióalbuma, a Deserted Palace című alkotás 1972-ben jelent meg. A lemez főként rövid, 1-3 perces kísérleti hangzású, de már dallaközpontú számokból áll, amelyek az amerikai Sam Fox Publishing számára készültek aléfestőzenének számos különböző stílusban, funk és barokk hangzású számokat is beleértve. A dalok olyan egyedi címeket kaptak, mint például Bee Factory ('Méh gyár'), The Abominable Snowman ('Az utálatos hóember') vagy Exasperated Frog ('Felbőszített béka'), Jarre pedig megpróbált ezeknek a címeknek megfelelő hangzású zenéket készíteni hozzájuk.
1973-ban az Égő pajták című Alain Delon és Simone Signoret film zenéjének elkészítésére kérték fel. A kísérteties hangzású filmzenealbumon elektronikus eszközök mellett vokális elemek is voltak.
Az 1970-es évek első felében Jarre számos ismert pop és rock dalban működött közre producerként, zeneszerzőként és dalszövegíróként is olyan előadók albumain, mint Françoise Hardy, Gérard Lenorman, Christophe és Patrick Juvet. Ebben az időszakban a saját néven megjelentetett zenék mellett számos humoros művésznéven is adott ki zenéket, például 1972-ben Gershon Kingsley 1969-es Pop Corn című dalának (amelyet sokan az első elektronikus popslágernek tekintenek) készített feldolgozást Pop Corn Orchestra néven, de emellett adott ki dalokat Jammie Jefferson, The Foggy Joe Band és 1906 művésznéven is.
1976-ban zenésztársával, Michel Geiss-el közösen (aki később sok más projektjében is részt vett) fogott egy új lemezbe. Az új albumhoz számos új, fejlettebb szintetizátort szereztek be, amik meghatározók voltak a lemez hangzását tekintve. Jarre célja az elektronikus kísérleti és pop zene egyesítése volt, hogy ezáltal az elektronikus zenét nagy tömegek számára tegye népszerűvé. Az Oxygène nevű albumot egy saját lakásában kialakított studióban, 1976 augusztusa és novembere között mindössze 6 hét alatt vette fel, zenei stílusát tekintve pedig leginkább az ambient stílushoz tartozó űrzeneként lehet leírni légies és egyben science-fictiont idéző hangzását tekintve, amelyet mindenféle effektekkel, például a szél vagy hullámok hangjaival egészített ki. A lemezen a számoknak nem voltak külön címei, ehelyett felváltva váltakoztak dinamikusabb és atmoszférikusabb részek között. Az album kiadása nem volt egyszerű, ugyanis több nagy kiadó is elutasította a hangyományos zenei elemeket teljesen elhagyó, szokatlan hangzást és koncepciót. Végül december 6-án a Disques Dreyfus kiadó jelentette meg, ekkor még csak Franciaországban.
Az Oxygène 1977-ben példátlan nemzetközi sikert ért el és meghatározó sarokpont lett az elektronikus zene történetében. A kritikai és közönségreakciók egyaránt nagyon pozitívak voltak és Jarre számos országban került az eladási listák élére. A 2000-es évekig 18 millió példányt adtak el a lemezből, ami a legeladottabb francia lemezzé teszi a zene történetében. A világ több országából jöttek megvásárolni az albumot, Jarre és a kiadó tulajdonosa be is számoltak egy esetről, amikor a saját szemükkel látták Elton John-t 10 darabot vásárolni Párizs egyik üzletében. A lemezt David Bowie is a kedvenc lemezei közé sorolta abban az évben. 1977 júliusában már nemzetközi szinten is megjelent és a világ minden országában kapható lett. Jarre-t 1977 végén a People magazin az Év emberének nevezte meg, az album pedig elnyerte a Grand Prix du Disques díjat.
A most már nemzeti sztárnak számító Jarre 1978-ben érkezett újabb albummal, amelyet ugyanazokkal az eszközökkel, ugyanabban a stúdióban rögzített. Az Équinoxe című lemez hangzását tekintve még hasonló volt az Oxygène-hez, de Jarre itt megpróbált egy még kifinomultabb hangzást készíteni, a szekvenciákat kézzel irányítva a zenét folyamatosan változóvá, hullámzóvá téve. A koncepciót a víz hullámzása inspirálta, amely folyamatos, de mégis minden hullám egyedi. A lemez sokkal több ritmikus elemet használt és sokkal több ideig, 8 hónapig tartott elkészíteni, de az Oxygène-hez hasonlóan ez is jelentős sikereket ért el.
1979-ben a francia forradalom évfordulóján, a párizsi Concorde téren rendezett koncertet a két lemez anyagaiból, ami egyben hatalmas technikai újítás is volt, hiszen addig soha nem hangosítottak be ekkora területet. Szinte egész Párizs élvezhette a koncertet. Hatalmas videokivetítőket helyeztek el a város több pontján, lézersugarak háromdimenziós effekteket és animációkat rajzoltak, az éji égboltot tűzijáték világította be, mindezt pedig Jarre zenéivel összhangban. A koncerten összesen jelen lévő 1 millió ember az addigi zenetörténelem leglátogatottabb ingyenes koncertjévé tette, így került be a Guinness Rekordok Könyvébe. A televízióban további 100 millióan nézték a koncertet.

### 1980–1989
Miután 1979-ben megkapta az első digitális, számítógéppel hangmintákat szerkesztő samplert, a Fairlight CMI-t, a hangzásvilága is változni kezdett. Ez később az egész pályáján végigkísérte, az Oxygène sikere ellenére az új technológiával együtt új zene utakat keresett a jól bevált formátum helyett.
1981-ben jelent meg a Magnetic Fields című albuma, ezen még sok analóg szintetizátort használt, így sokban hasonlított az első kettőhöz, de az otthoni stúdió helyett már profi stúdióban felvett lemez új, digitális sampler segítségével létrehozott hangjai, erőteljesebb ütemvilága, a dallamokat kísérő, sokszor ipari hangzású zajok, illetve az albumot lezáró latinos, később The Last Rumba ('Az utolsó rumba') címen is emlegetett szám újdonságnak számítottak az előző két lemezéhez képest. Még ugyanebben az évben októberben – a maoista kulturális forradalom óta első nyugati popművészként – koncerteket adott Kínában: Sanghajban és Pekingben, a Magnetic Fields-et bemutató koncertsorozatként. A koncertekhez új zenét is készített és itt mutatkozott be először a híres lézer hárfa is, amely egy lézerfény sugarakat használó zenei interfész. Itt dolgozott először együtt Mark Fisherrel, aki a koncert látványtervét és kivitelezését készítette. Részben a fellépések hanganyagából, részben utólag készített studióban felvett anyagokból egy dupla lemezes album készült, a The Concert in China. Zenei stílusát tekintve Jarre itt még többet használta a digitális samplert, emellett több számban, például a Fishing Junks at Sunset-ben erőteljes kínai népzenei hangzás jelenik meg.
Jarre a következő studióalbumával szeretett volna jelentősen megújulni zenei értelemben, ezért az analóg szintetizátorait ezúttal jelentősen háttérbe szorítva a digitális samplerek kapták a meghatározó szerepet. Az új lemezt 1983-84-ben részben Franciaországban, részben azonban New Yorkban vette fel, ahol az ottani avantgárd művészetből merített inspirációt. A lemez bizonyos számainak korai változatából és egyéb felvett anyagokból 1983-ban kiadott egy albumot, a Music for Supermarkets-t, amiből viszont mindössze egyetlen példányt nyomtattak, így tiltakozva a zenei világ iparosítása ellen. Az egyetlen példány végül egy aukción kelt el 22 ezer euróért, az összeget a kevésbé tehetős művészek támogatására ajánlották fel. Több, mint egy évtizeddel később a lemezt a tulajdonos lejátszotta a rádióban, majd az ebből a gyenge minőségű felvételből a sok rajongói remake készült.
A végül 1984 novemberében megjelenő Zoolook ('Állatkerti látogatás') alapja egy musique concrète stílus által inspirált, a hangminták aprólékos modulálására épülő, rendkívül összetett és kidolgozott, rétegelt, bonyolult hangzás, amihez 25 különböző nyelvből származó emberi hangmintákat használt fel, többek között német, indiai, japán, magyar, eszkimó, sziú nyelven, valamint ausztrál őslakosok és pigmeusok felvett beszédéből, majd ezeket használta dallamvonalak vagy ritmusok felépítéséhez. A lemez innen kapta a címét, nem az állatokhoz vagy a természethez érezhetjük közel magunkat, hanem az emberi kultúrákat érezhetjük közel meghatározott keretek közé helyezve bemutatva, akár egy állatkertben az állatokat. A nagyon kísérleti, sok stílust egyesítő albumon avantgárd hangzás mellett erőteljes jazz és funk stílus érezhető, valamint ausztrál őslakosokra jellemző törzsi zene is. Jarre a Zoolook-on olyan előadókkal dolgozott együtt, mint a többek között Miles Davis-el évekig együtt dolgozó basszusgitáros Marcus Miller, John Lennonnal és Aretha Franklinnel is dolgozó dobos Yogi Horton, a King Crimsonnal is játszó Adrian Belew vagy az különleges avantgárd pop művészetéről ismert Laurie Anderson. Az album újító, különleges, egyedi hangzása nagy sikert aratott kritikai körökben, számtalan elismerő kritikát kapott, valamint a Victoire de la musique, a Grand Prix du Disques díjakat is elnyerte. Franciaországban az év instrumentális albumává választották. Az nagyközönség körében azonban nem aratott akkora sikert, mint az előző lemezeivel.
1986-ban jelent meg a Rendez-Vous című albuma, amelyre stílusát tekintve főleg nagyzenekari, klasszikus zene által inspirált new age hangzásvilág jellemző, az összetett hangminták helyett könnyebben fogyasztható, letisztultabb dallamvilággal. A lemez utolsó számát, a elektronikus jazz stílusú Last Rendez-vous-t Ron McNair asztronautával és szaxofonossal tervezték előadni Houston város és Texas állam megalakulásának 150. évfordulója és a NASA 25. évfordulója alkalmából rendezett gigakoncerten április 5-én. A tervek szerint Ron McNair a szaxofonszólót az űrben játszotta volna el, azonban a Challenger űrrepülőgép katasztrófája meghiúsította ezt a tervet. A koncertet először le akarták mondani, de végül úgy döntöttek, hogy az asztronauták emlékére megtartják. A látványos, nagyszabású eseményre több, mint 1,5 millió ember ment el, ezzel Jarre megdöntötte saját Guinness-rekordját is a legnagyobb szabadtéri ingyenes koncertek látogatottságát tekintve. 1986. október 5-én, II. János Pál pápa lyoni látogatásának tiszteletére Jarre koncertet adott a belvárosban, a Rhône folyó partján egy 800 ezres közönség előtt. A két koncert anyagaiból egy élő lemezt állított össze és adott ki.
Két évvel később, 1988-ban jelent meg új lemeze, a Revolutions. Ezen a lemezen már egyértelműen a digitális szintetizátorok dominálnak, legfőképp Jarre egyik személyes kedvence, a Roland D-50. Az állandóan megújulásra törekvő Jarre az albumot úgy építette fel, mint ahogyan sok progresszív rock lemezt szokás; az egyik oldalon egy ipari forradalmak emlékének állított egységes, 17 perc hosszú, egyszerre sötét és felemelő hangulatú instrumentális dal található, amely a nagyzenekari, erőteljes dallamvilágot sok ipari, fémes zajjal, effekttel kiegészítve alkot egységet. A lemez másik oldalán ezzel szemben független, nagyon különböző stílusokban készült dalok találhatók, többek között az akusztikusabb rock elemeket használó London Kid (amelyet Hank Marvinnal, a The Shadows együttes gitáros frontemberével írtak), a sötét hangulatú, disszonáns, Mijake Dzsun-al készített etno-jazz Tokyo Kid vagy az apartheid elleni tiltakozás okán írt, az akkoriban meggyilkolt dél-afrikai aktivista Dulcie September emlékének szánt, afrikai népzenei elemeket és vokált tartalmazó September, amelyet Mireille Pombo énekelt fel. A címadó, közel-keleti hangzású világzenei stílusú Revolutions számban az arab vokál mellett a koncerteken maga Jarre is hozzájárul a dalhoz a saját hangjával, vokóderek keresztül. Az albumot 1988 októberében a londoni dokkoknál mutatták be egy 2 napos koncert keretében. Az eső és a szél ellenére több százezres nézőközönség látogatott el a rendezvényre, valamint Diána walesi hercegné is megjelent. 1989. május 13-án, Hank Marvinnal az Eiffel-torony megnyitásának 100. évfordulójára rendezett eseményen előadták a London Kid-et.

### 1990–1999
1990-ben jelent meg az En attendant Cousteau/Waiting for Cousteau (’Cousteau-ra várva’) című lemeze, amit a legendás természetvédő és tengerbiológus, Jacques-Yves Cousteau kapitány tiszteletére írt, aki éppen abban az évben ünnepelte 80. születésnapját. Cousteau a Palawan című filmjéhez fel is használta az albumot, emellett további számokat is készített hozzá Jarre. A lemez koncepciójának megfelelően Cousteau útjait hivatott bemutatni. Az első három számot karibi jellegű világzenei hangzás jellemi, amely az elsőtől a harmadikig fokozatosan könnyedebb hangulatútól egyre sötétebbé válik. Az album legkülönlegesebb száma azonban az ezek után következő, összesen 47 perc hosszú repetitív, csendes, atmoszférikus ambient dal, amely az óceánok végtelen mélyének hangulatát igyekszik megidézni. Az így összesen 69 perces album Jarre addigi pályájának leghosszabb lemeze volt. Különleges struktúrájának köszönhetően számos kritikus tetszését nyerte el, mivel Jarre újra képes volt valami újat mutatni. A Calypso című számokban közreműködik a Trinidad és Tobagó-i The Amoco Renegades, steel drums nevű hordószerű hangszereikkel.
Ugyanazon évben, július 14-én tartott koncerten, Jarre és ötven zenésztársa Párizsban, a La Défense városrészben egy óriási, piramis alakú színpadon lépett fel. Városszerte hatalmas kivetítőkön követhette figyelemmel a színpadon zajló eseményeket a közönség. A becslések szerint összesen 2,5 millió ember volt a La Défense-on lévő modern diadalív, a Grande Arche és az Arc de Triomphe diadalív között, az Avenue de la Grand Armée-n és a Champs-Élysées-n, ezzel harmadik alkalommal is új Guinness-rekordot állított fel a legnagyobb közönség előtt rendezett koncertek tekintetében, másodjára döntve meg saját rekordját.
1991-ben az első nemzetközi, hivatalos, koncepciót követő válogatáslemeze is megjelent Images címmel, ami mellett egy a számokhoz tartozó videoklipeket tartalmazó VHS kazettát is kiadtak. Az albumon három új szám is található, a Moon Machine, a Globe Trotter és az Eldorado. Több szám is remix változatban került a lemezre. Július 11-én a mexikói Teotihuacan lett volna a helyszíne egy koncertnek, az akkor zajló teljes napfogyatkozás keretében, azonban a piramis alakú színpad, illetve a felszerelés egy része elsüllyedt a teherhajón az Atlanti-óceánban. A csalódottságtól Jarre éveken át mexikói ételt sem tudott enni.
1993-ban adta ki a következő studióalbumát, a Chronologie-t. A lemezt a sajtóban tévesen azzal reklámozták, hogy Jarre ezzel visszatért az analóg szintetizátorokhoz. A félreértés oka, hogy Jarre a lemez készítéséhez sokat használta a Studer szintetizátorokat, ezek azonban már inkább digitális hangszerek voltak, mivel a cég szerette volna tartani a lépést a digitális zenei forradalommal. Zenei stílusát tekintve az album egyfajta művészeti hidat képez a 80-as évek második felére jellemző new age és a 90-es évek elején egyre nagyobb népszerűségnek örvendő új elektronikus hullám közt. Így a lemez első felében inkább nagyzenekari hangzású, illetve rock elemek dominálnak, míg a másodikban techno, trance és hiphop ütemeket, effekteket találunk. A két egymástól jelentősen eltérő hangzás elegye különleges stílust kölcsönöz az albumnak. A lemez létrejöttéért Jarre köszönetet mondott Stephen Hawking professzornak Az idő rövid története című könyvéért, amely inspirálta őt a lemez létrehozásában. Az albumról több szám is megjelent remix változatokban.
Az album megjelenését követően Jarre pályája során először turnét szervezett, mely során többek között Budapesten is fellépett. 1993. augusztus 19-én a Népstadionban lépett fel, telt ház mellett. Ebben az évben Jarre az UNESCO jószolgálati nagykövete lett. 1994-ben a hongkongi új stadion megnyitójára adott koncert anyagából és az előző évi turné anyagából dupla CD készült Hong-Kong címmel, amire egy új, elektromos gitárokat használó szám, a DigiSequencer élő felvétele is felkerült.
1995-ben, a francia kulturális minisztérium és az UNESCO felkérésére, az Eiffel-torony előtt adott koncertet az ENSZ és az UNESCO megalakulásának 50. évfordulója és a tolerancia éve alkalmából. Az esemény a Koncert a toleranciáért nevet kapta, amelyen Khaled énekelte az Eldorado című számot, ami az UNESCO himnusza lesz. Az eseményen több, mint 1 millió ember vett részt. Ebben az évben egy remixalbum is megjelent Jarremix címmel.
1996-ban, az 1976 decemberében megjelent, népszerű Oxygène album közvetlen folytatásaként új lemezen dolgozott az eredeti lemez megjelenésének 20 éves évfordulója alkalmából. Ebben az évben Jarre-t azonban többek közt személyes problémák is hátráltatták (mivel a feleségével ebben az évben különváltak), így az évforduló helyett csak 1997 februárjában jelent meg az album. Az Oxygène 7-13 címen megjelenő lemez hangzásában ugyanúgy analóg szintetizátorok dominálnak, de Jarre itt már használt modernebb, gyorsabb, digitális ütemeket is. Az albumot Pierre Schaeffer, egykori tanára emlékének ajánlotta.
Ezt a lemezt ismét egy európai turné követte, melynek egyik célállomása újfent Magyarország volt. Még ezen évben, szeptember 6-án került sor egy zenetörténeti értelemben meghatározó eseményre: a 850. születésnapját ünneplő Moszkva a Lomonoszov Egyetem előtti térre hívta koncertezni Jarre-t. A rendezvény egyik látványosságaként élőben kapcsolták a Mir űrállomás lakóit. Az esemény egy napra esett Diana walesi hercegné temetésével, aki maga is rajongott Jarre zenéjéért és akivel Jarre több alkalommal is találkozott. Az ő emlékének tiszteletére Jarre a kedvenc számát, a Souvenir de Chine című dalt is előadta, melyre a közönség fények gyújtásával reagált. Jarre később úgy nyilatkozott, hogy a pillanat annyira megható volt, hogy alig tudott játszani a következő percekben. A koncert azonban leginkább azért volt meghatározó a zenetörténelem számára, mert egy összesen 3,5 milliós közönséget vonzott, ezzel Jarre ismét, harmadszor is megdöntötte saját Guinness-rekordját, negyedszer is új csúcsot állítva fel, amelyet azóta sem döntött meg senki.
1998-ban új remixalbum jelent meg, az Oxygène 7-13 számaiból készült Odyssey Through O2. Július 14-én az 1998-as labdarúgó-világbajnokság záróakkordjaként, a francia csapat győzelme okán euforikus hangulatú koncerten ünnepelt az ország a Champ-de-Mars-on, amikor a remixalbumról adott elő Komuro "TK" Tecuja, az Apollo 440, Resistance D, DJ Cam társaságában. Rendez-vous 4 című száma, melynek a remixét az Apollo 440-val közösen készítette, a világbajnokság hivatalos zenéje lett, illetve született egy új dal is TK-val, Together Now címmel.
1998-től 1999 végéig Jarre keményen dolgozott stúdiójában az új lemezén, amelyen ismét szeretett volna megújulni, új zenei utakat keresni. Később úgy nyilatkozott, hogy a 90-es évek során többször, főleg az előző lemezének kiadása idején már sokat gondolkodott egy ilyen hangzású album elkészítésén. Jarre az új lemezhez az akkori legmodernebb zeneszerkesztő programok egyikét, a Pro Tools-t kezdte használni. Végleg abbahagyta a közös munkát Michel Geiss-el és Joachim Garraud francia elektronikus előadót kérte fel közös munkára. Az új lemez bemutatása alkalmából, 1999. december 31-ére koncertet szervezett a gízai piramisoknál, az új évezred és Egyiptom történelmének 5000 éves évfordulójának megünneplésére. A The Twelve Dreams of the Sun (’A nap tizenkét álma’) címet viselő koncert két része, a Fő koncert és a Napkelte koncert összesen 4 óra zenéből állt. Az 50 méter hosszú színpadon szimfonikus zenekarok, folk együttesek is felléptek, illetve Gary Wallis, a Pink Floyd-al Roger Waters távozását követően évekig dolgozó dobos.

### 2000–2009
A szilveszteri koncert után egy hónappal jelent meg végül az új lemeze, a Métamorphoses (’Átváltozások’), amely címében az új évezreddel beköszöntő társadalmi és kulturális változásokra utalt. Zeneileg ez az album is jelentősen eltért szinte bármitől, amit korábban csinált. Először is, ez volt az első lemeze, amin szinte minden számban van vokál, ezt részben vendégelőadók, például Natacha Atlas, Laurie Anderson, Veronique Bossa vagy Ozlem Cetin énekelték fel, részben viszont maga Jarre is énekelt, vokóderen keresztül. Az albumon francia, angol, arab és egyéb nyelvű vokálok is megjelennek. Másodszor, a lemez erősen világzenei hatású, például arab vagy ír népzenei elemek jelennek meg rajta, sok akusztikus hangszerrel, például vonósokkal, hárfával, dobokkal kísérve. A Rendez-vous á Paris című számban a The Corrs-ból ismert Sharon Corr működik közre hegedűn. Az elektronikus hangzást illetően Jarre az 1990-es évek új műfajai által inspirálódott, így hallhatunk pörgő breakbeat ütemeket, dream pop elemeket vagy például a Hey Gagarin című számon house zenei hatásokat. A lemez hangzását olyan különleges effektek teszik emlékezetessé, mint mobiltelefon által keltett interferencia-hangok vagy kerti locsolók felvett hangjai. Az album kulturális jelenségekkel, témákkal is foglalkozik, mint az időjárás jelentés, a transzneműség vagy a nimfománia. Az Métamorphoses a kritikusok körében sikert aratott újító jellege miatt, de a régi rajongók közt voltak, akik nehezen fogadták a változást. A lemez kiadását követően a kiadójával, Francis Dreyfussal komoly vitája alakult ki a zenéivel kapcsolatos promóciókat illetően, ezért hamarosan új kiadót kellett keresnie.
A Métamorphoses-t követő évtized során Jarre pályájának egy talán még a korábbiaknál is kísérletezőbb időszaka következett, mely során számos kisebb kaliberű projektben vett részt, számára teljesen új stílusokban alkotott, zenei értelemben sok új arcát mutatva meg.
2001 január 1-jén, Komuro Tecujával, valamint Arthur C. Clarke író közreműködésével, Okinava szigetén ünnepelték az új millennium kezdetét. A dátum, Arthur C. Clarke-nak, a 2001: Űrodüsszeia könyve kapcsán volt jelentős. A Rendez-vous in Space című koncert erejéig Jean-Michel és TK a The Vizitors együttesnevet vették fel. Ez év nyarán két koncertre került sor, az Akropolisz szomszédságában lévő Heródes Atticus színházban. Az esemény, az Elpida alapítvány támogatására, a daganatos gyermekek megsegítésére jött létre. Szintén 2001-ben jelent meg az Interior Music című 1000-es példányszámban kiadott albuma, ami a Bang & Olufsen felkérésére született. Az album két dalt tartalmaz, egy részletgazdag atmoszférikus ambient számot, ami egy angol francia és dán nyelvű emberi hangmintákból épült hangkollázst tartalmaz, illetve ennek a hangminták nélküli változatát.
2002 tavaszán meghívást kapott a Le Printemps de Bourges-ra, Franciaország és Európa egyik legrangosabb fesztiváljára. Ebből az alkalomból új zenei agyaggal jelentkezett, ezúttal egy elektroakusztikus, zajos, kísérleti hangzásvilágot felmutatva, amellyel pályafutása legkorábbi szakaszának inkább hangokkal kísérletező, kevésbé dallamközpontú világát idézte fel, közben minimal techno és microhouse stíluselemeket is használva. A koncerten játszott zenéket csak digitális formában adták ki 4 évvel később, 2006-ban.
Októberben Aero címmel a Gammel Vra Enge-i szélerőműparkban, Aalborg városa mellett, Dániában szervezett koncertet, felhíva a figyelmet az alternatív energiaforrások használatának előnyeire. Maga a koncert az energiát is a szélerőműparkból kapta. A koncerten az ismertebb dalai mellett előadta a dán Safri Duo közreműködésével a Printemps de Bourges koncerten is játszott Alive in Bourges című számot, mely új címet kapott (Aero). A koncerten új hangszereken is játszott, mint például elektronikus furulyán, cintányéron, effektpadon és ribbon kontrolleren. Az esőzések és a sártenger ellenére is 40 ezren vettek részt a koncerten.
Még ebben az évben megjelent következő stúdióalbuma, a Sessions 2000, amely stílusában, dinamikájában merőben eltért szinte minden korábbi munkájától, mivel leginkább a future jazz, elektro jazz, illetve lounge hangzás dominálja. A számok bizonyos napok élményeihez, érzéseihez köthetők, így azokat a dátumokat kapták címnek, amely napon a számok ihletődtek. A lemez az Egyesült Királyságban a megjelenése hónapjában a Hónap legjobb független albuma elismerést kapta a zenekritikusoktól. A Billboard kritikája szerint "Jarre komoly erőfeszítéseket tett annak érdekében, hogy felidézzen egy töprengő, visszafogott jazz-érzést, amely időnként Miles Davis kései munkáira emlékeztet." Azt is hozzátette, hogy "egy mélyen árnyalt hangzásvilágot hozott létre, amely újabb meghallgatásra hív."
2003-ban újabb albuma jelent meg, a Geometry of Love, amely az előző lemezhez hasonlóan lounge stílusú, visszafogott zongorajátékot tartalmazó, de ahhoz képest jazz helyett inkább chill out hangzásvilágú zene. A Near Djaina szám címében, a Djaina az Adjani anagarammája, a lemezt ugyanis Isabelle Adjanihoz fűződő kapcsolata ihlette.
Még ez évben számos más ismert zenésszel indítványozták, hogy az EU-n belül, a kulturális termékek árában hajtsanak végre adócsökkentést, ezzel is ösztönözve az embereket több kulturális termék, zenei anyag, könyv vagy akár színházjegy vásárlására.

A 2004 szeptemberében megjelent AERO (Anthology of Electronic Revisited Originals) válogatásalbum nem kapcsolódik az Aero koncerthez, legalábbis címében nem, hangzásában viszont annál inkább. 2004-ben újrahangszerelte régi klasszikusait, kiegészítette újabb effektusokkal, illetve három új számmal, melyek az Aero, Aerology és Aerozone. Az anyagot 5.1-es DTS és sztereó Dolby Digital hangzásban rögzítették, és az év végén kiadták DVD + CD formátumban. Az AERO korszakalkotó a zene hangzásának kategóriájában, ugyanis az első zenei hanganyag, amely 5.1-es hangzással készült. Kiadót váltott, így a lemez a Warner Bros. Records és saját, AERO productions nevű cégének a kiadványa lett. A DVD-n szereplő film, mely a DVD-n a zene alatt megy, egy közeli kép Anne Parillaud színésznőről, későbbi feleségéről, akinek a szemei reakcióit vették fel, miképp reagált a zenére, amikor egy az egyben lejátszották neki az albumot. A kiadványhoz tartozó füzetben Jarre-rajongók képei láthatók. Néhány héttel később, október 10-én egy koncertet adott Kínában, két helyszínen. Az első helyszín a Tiltott Város, a második pedig a Tienanmen tér. A koncertek, a kínai Francia Kulturális Év nyitóünnepségének részei voltak. A koncerteket a helyszínen a közönség 5.1-ben hallgatta, a CCTV pedig HD minőségben közvetítette. Az elektronikus hangszerek mellett tradicionális kínai hangszereket is felsorakoztató koncerten Cheng Lin erhun játszotta az Oxygène 2 bevezetőjét.

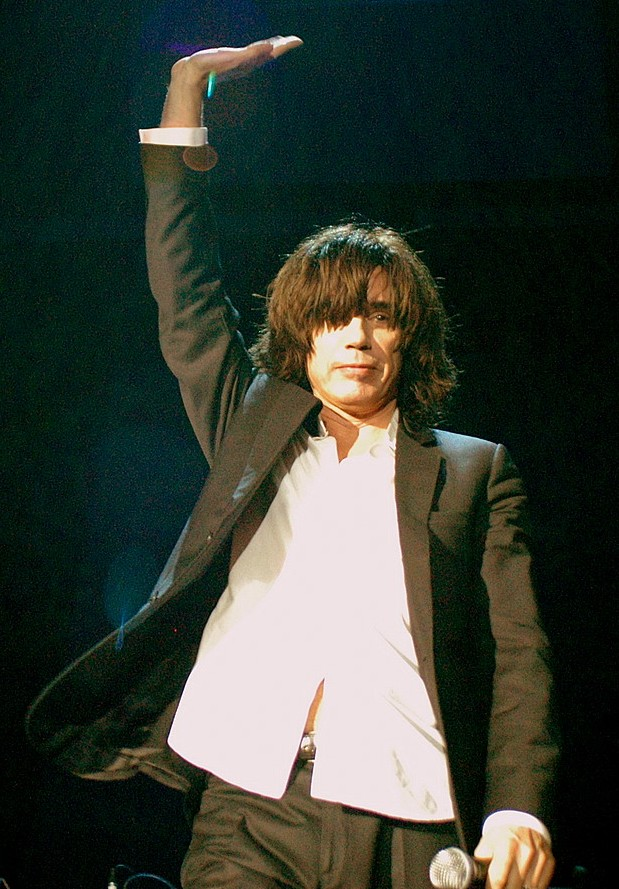
Jean-Michel Jarre Milánóban (2008)

2005. április 2-án, Andersen meseíró születésének 200. évfordulójára rendezett emlékműsoron és adta elő Rendez-Vous 2 című számát. Augusztusban, a Solidarność 25. évfordulójára a lengyelországi Gdańsk-ban adott koncertet. Az esemény vendége a színpadon Lech Wałęsa, a Szolidaritás szakszervezeti mozgalom egyik alapítója, Nobel-békedíjas volt lengyel államfő volt. Erre az alkalomra a hajógyári munkások és a Solidarność tiszteletére külön számokat írt, II. János Pál pápa emlékét pedig az Akropolis és a Rendez-vous 2 számok alatt óriási kivetítőkön idézik fel. A koncerten 170 000 ember jelent meg.
2006 szeptemberében jelent meg egy különleges feldolgozásokat tartalmazó lemez, a The Symphonic Jean-Michel Jarre, amelyen a Prágai Filharmonikusok játszották el a dalait. Az album elkészítésében és kiadásában Jarre nem vett részt. Az év végére Jarre UNESCO Jótékonysági Nagykövetként szervezett egy koncertet Merzouga mellett, a marokkói sivatagban, a homokdűnék között, Water for Life címmel. A világ elsivatagosodására szerette volna felhívni a figyelmet, illetve ezzel kapcsolatosan az ivóvíz beszerzésének nehézségeire, hiányára.
2007 márciusában jelent meg a következő stúdióalbuma, a Téo & Téa. Az ismét megújulni képes Jarre ezen a lemezen számos különböző elektronikus tánczenei műfajt, trance és house ütemeket, valamit drum & bass elemeket is használt. A lemez koncepciója egy fikcionális mesterséges bioszférában végzett kísérletre épült, amelyben érzelmekkel és tánccal lehet energiát termelni. A lemez vegyes fogadtatásra lelt a közönség és a kritikusok körében is.
Az Oxygène album kiadásának 30. évfordulójára számos különleges kiadványt jelentet meg, többek közt az Oxygène: Live in your living room-ot, amely az azonos című koncert felvételének DVD kiadványa. A koncerten a körülbelül 40 perces lemezt játszották fel újra, de további, teljesen új anyagokat tartalmazó 20 perccel egy órásra kiegészítve azt. Az évfordulót követően turnéra is indult, amely során főleg az újrakevert Oxygène dalaira építette a műsort. 2008. november 12-én Budapesten, a Papp László Budapest Sportarénában telt ház előtt játszott.
2009-ben Jarre egy újabb turnéra indult, amely május 4-én a debreceni Főnix Csarnokből indult útnak. Ebben az évben a Gran Telescopio Canarias csillagvizsgálónál lett volna koncertje, 2400 méteres magasságban, de a szervezés folyamata elakadt, így az esemény nem jött létre.

### 2010–2019
Egy újabb turné keretében, 2010. májusában ismét ellátogat a Papp László Budapest Sportarénába. 2011 nyarán Rarities & Essentials címen megjelent egy dupla album, melynek egyik lemezén az Oxygène előtti, nagyrészt kiadatlan vagy kis példányszban megjelent zenéi találhatók, a másikon pedig válogatást találunk leghíresebb dalaiiból. Július 1-jén Monacóban II. Albert monacói herceg és Charlene Wittstock esküvőjére volt hivatalos, amely során újabb szabadtéri koncertet adott. A látványos eseményen 80 000 ember vett tészt.
2013 júniusában megválasztották a Szerzői Jogkezelők Nemzetközi Szövetsége (CISAC) elnökévé. Ez év augusztus 12-én Tunéziában, a Nemzetközi Karthágói Fesztivál keretében, koncertet adott a karthágói amfiteátrumban, majd később a 2014-es téli olimpia olimpiai falujában adott koncertet.

A már 2007 óta új studiólemezzel nem jelentkező Jarre 2015-ben egy új, nagyszabású projekttel tért vissza. Az október 16-án megjelent Electronica 1: The Time Machine című albuma egy két részes, összesen 160 perces, 5 éven át készült projekt első része volt, amellyen Jarre az elektronikus zene történetét, változatos műfajait, kulturális és társadalmi jelentőségét, a múltját, jelenét és jövőjét egyaránt hivatott bemutatni. Az ambiciózus projekt keretében az elektronikus zene történetének minden minden évtizedéből és szinte minden műfajból minden dalon egy új szerzővel dolgozott közösen, akikel mind személyesen is találkozott az éveken át tartó munka során. Az első lemezen részt vett többek között az Air, Vince Clarke, Moby, a Massive Attack, a Tangerine Dream, Laurie Anderson, Armin van Buuren, Pete Townshend, John Carpenter és Little Boots is, ennek köszönhetően pedig a stílusokat tekintve trance, elektropop, trip-hop és számos egyéb műfaj jelenik meg az albumon, hangszereket tekintve pedig analóg hangszerektől kezdve iPad segítségével készült hangokig szintén sokfélét találnunk.

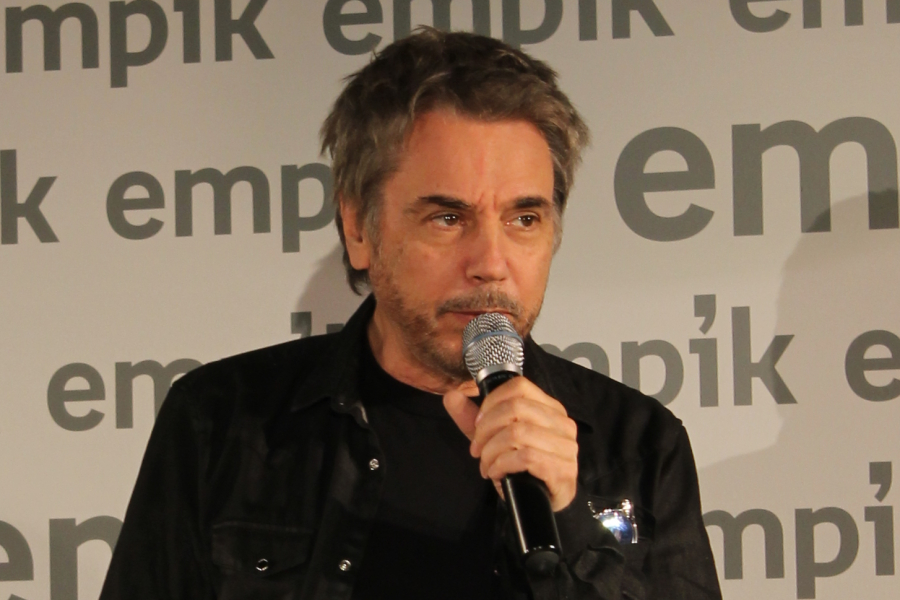
Jean-Michel Jarre Varsóban (2015).

2016 májusában jelent meg a projekt második fele, az Electronica 2: The Heart of Noise című folytatás. Ezen az albumon olyan előadókkal működött közre, mint a Pet Shop Boys, a The Orb, Gary Numan, Hans Zimmer, a Yello, Cyndi Lauper vagy Jeff Mills, ennek megfelelően ez is egy stílusokat illetően rendkívül változatos lemezt kapunk, ahol detroit-i techno éppúgy található, mint 80-as éveket idéző szintipop. A lemezen készült egy dal Edward Snowden közreműködésével is, aki egy digitális szabadságjogok mellett kiálló monológgal járult hozzá Jarre egyik zenéjéhez, aki mindenképpen szeretett volna Snowden mellett kiállni az albumával, illetve később magát a lemezt is neki ajánlotta.
A projekt jelentős sikereket hozott Jarre számára. A két lemezes Electronica első részét Grammy-díjra jelölték legjobb elektronikus/tánczenei album kategóriában, a második pedig a francia Victoires de la musique-díjra kapott jelölést. A brit albumlistán 1988 óta először a heti 10 legeladottabb lemez közé került mind a két albummal. 2016. június 17-én indult a lemezeket bemutató turné, az Electronica Tour, amely egészen 2019-ig tartott. 2016. november 10-én Budapesten is koncertezett az Arénában.
2016-ban az Electronica projekt mellett a Gorillaz-al is együtt dolgozott. Jarre a Humanz című lemezükön működött közre négy számban.
Még 2016 legvégén újabb albummal jelentkezett, december 2-án megjelent az Oxygène 3, melyet az Oxygène album kiadásának 40. évfordulójára készített. A koncepció lényege az volt, hogy ezúttal szándékosan nem tért vissza a régi analóg hangszerekhez, hanem az Electronica projekt során is sokat használt Ableton Live szoftverben, modern, digitális eszközökkel készíti el a lemezt, azonban olyan zenei kereteket, korlátokat adott magának, ami hasonló azokhoz amelyek az eredeti lemez elkészítésekor álltak fenn. Ez a lemez tehát azt mutatja be, hogyan hangzik az 1976-os koncepció mai eszközökkel. Ezzel a résszel pedig le is zárta a teljes trilógiát. Az új lemezzel egyidőben megjelent a teljes trilógia is egy kiadásban, amelyen az 1997-es második részt utólag átnevezte Oxygène 2-nek.
2017 áprilisában 16-án szabadtéri koncertet adott Masszáda városa mellett a Holt-tengernél, Izraelben, április 29-én pedig The Connection Concert (Kapcsolat koncert) címmel Kantábriában, a liebanai Santo Toribio monostornál adott koncertet. 2017-től pályája során először észak-amerikai városokban is turnézott, például Torontóban, New York-ban, Bostonban és Los Angelesben. 2017. június 20-án a norvégiai Trondheimben a Starmus fesztivál keretében Stephen Hawking-medált kapott zene és művészet kategóriában, melyet maga Hawking professzor alapított. A díjat Garik Israelian fizikus, asztronómus, a Starmus fesztivál alapítója adta át. 2017-ben egy Radiophonie vol. 9. nevű lemeze is megjelent, ezen a francia rádió számára készült szignál- és háttérzenékinek gyűjteménye került kiadásra. Hasonló gyűjteményt tartalmazó lemezei később, 2020-ban és 2022-ben is jelentek meg.
2018. április 13-án és 20-án Jarre a híres Coachella-fesztiválon is fellépett pályája során először, erre az alkalomra egy Coachella Opening című új dallal is készült. Ugyanebben az évben, szeptember 14-én Planet Jarre címmel, az eddigi 50 éves pályafutását összefoglaló, négy lemezes válogatásalbummal jelentkezett, ahol négy kategória szerint osztotta fel a albumra kerülő dalokat. Három nappal ezután Jarre a szaudi fővárosban, Rijádban adott koncertet, amellyel kifejezésre juttatta a kulturális bojkott intézménye elleni álláspontját. Nem sokkal utána, 2018. november 16-án új studióalbumot adott ki Équinoxe Infinity címmel, az 1978-os lemez évfordulójára készült munka, amelynek inspirációul az eredeti lemez borítóján ábrázolt kitalált lények, a "figyelők" szolgáltak. A technológia és az ember együttélésének témájával foglalkozó új album két különböző borítóval jelent meg, egy utópikus és egy disztópikus jövőt ábrázolóval. A lemez nem közvetlen folytatása az Équinoxe-nak, de sok utalást tesz az inspirációul szolgáló lemezre.
2019 januárjában a HSBC brit bankcsoport jelentette be, hogy Jarre a telefonos és egyéb szolgáltatásaikoz tartozó háttérzenét készített Together We Thrive címmel, amelyben különböző stílusokban dolgozta fel ugyanazt a dallamot. Még ezen év októberében pedig megjelent életrajzi könyve francia nyelven, Melancolique Rodeo címmel. Novemberében pedig egy végtelen zenei alkalmazást jelentett be EōN néven, amely IOS rendszerében vált letölthetővé. Lényege, a végtelen hosszúságú zene, amit Jarre által készített zenei elemekből egy véletlen algoritmus használatával generál sosem lesz ugyanolyan. Ennek kapcsán az alkalmazás által készített zenéket használva megjelentetett egy dupla lemezes demonstrációs kiadványt, mely az alkalmazás neve után, a Snapshots from EōN címet kapta.

### 2020-tól napjainkig
Jarre a 2020-as évek elején elsősorban virtuális valóság koncertek megvalósítása iránt kezdett érdeklődni. A Covid-19 világjárvány alatt több otthonról, online követhető eseményt is szervezett. 2020 júniusában koncertet adott Alone Together címmel, mely során Jarre egy stúdióban játszott élőben, miközben a közönség virtuális valóságban megjelenő avatarját láthatta a VRROOM-ban látható színpadon. Bárki követhette a koncertet egy okostelefonról vagy laptopról, emellett volt lehetség a virtuális avatárokkal "személyesen" is ott lenni, azaz a koncert alatt kapcsolatba kerülni a közönség többi tagjával, mintha valóban egy létező helyszínről lenne szó. Jarre a koncerten két korábban nem hallott dalt is előadott.
Még ugyanezen év szilveszterén újabb virtuális koncertet tartott a Notre-Dame virtuálisan megalkotott helyszínén Welcome to the other side címmel. A háromnegyed órás koncert egyik száma alatt, visszaszámlálással következett be az Újév. Az esemény Live stream-jét VRROOM és Oculus Venues virtuális valóság platformjai mellett a televíziós, rádiós és közösségi média platformok közvetítéseivel együtt összesen 75 millió ember nézte meg. Zeneileg akárcsak az Alone Together, ez a koncert is elsőorban a Electronica lemezek táncolhatóbb, könnyedebb, ütemesebb stílusú zenéire épült, illetve ezen a koncerten az – Oxygène egyes dalainak modern, táncolhatóbb remixei is megjelentek. Az esemény a következő évben megjelent egy kétlemezes kiadványon, csak hanganyag, illetve film formájában, amely VR szemüveggel tekinthető meg. A Welcome to the other side a Pollstar és a Social Music Award in France díját elnyerte a Live Performance és a Virtual Live Performance of the Year kategóriákban.
2021. április 7-én megjelent Jarre következő stúdióalbuma, az Amazonia, melyet Sebastião Salgado fotográfus ugyanezen a napon megnyílt kiállítása ihletett és a kiállítás zenei kísérőanyaga. Kontrasztot képezve az előző projektjeivel, ez a lemez egy kísérleti hangzásokkal dolgozó, csendesebb, ambient stílusú, természeti hangokat és dél-amerikai törzsi énekek felvételeit használó lemez, amelynek Jarre binaurális és 5.1-es keverést is készített  Ebben az évben június 21-én Emmanuel Macron francia elnöktől megkapta a Francia Köztársaság Becsületrendje parancsnoki fokozatát. Az alkalom és az ugyanezen a napon tartandó zene ünnepe tiszteletére, 100 fő előtt koncertet adott az Elysée-palota kertjében.
2022. július 21-én jelentették be, hogy Jarre műveinek kiadói jogait, szerzeményei után járó bevételeit a BMG kiadóra ruházta.
Még ebben az évben októberben az ekkor 74 éves Jarre új albummal jelentkezett. Az Oxymore című lemezének a hasonló hangzású név ellenére zenei értelemben nincs köze az Oxygène trilógiához. A magyarul oximoront jelentő címmel megjelent album a Jarre számára példaképet jelentő, a musique concrète stílus úttörőjeként ismert Pierre Henry művészete előtt tisztelgő alkotás, amely egyszerre kapcsolódik Jarre kezdeti munkásságához és eközben forradalmian újító több csatornás, 360 fokos technológiával készült. Jarre szerint a sztereó hangzás már egyre elavultabb lesz, de ezzel a technológiával egy természetesebb zenehallgatási módot fedezhetünk fel, tele új lehetőséggel. Az Oxymore megjelent binaurális, 5.1 és Dolby Atmos hangzásban a sztereó mellett (amely csak utólag, a 3D változat után készült el). Zenelieg az album ismét szinte teljesen más stílusú, mint Jarre bármelyik korábbi lemeze, mivel a musique concrète hatásoknak megfelelően zajos, ipari hangokat használó, sötét hangulatú, erősen kísérleti zene, amely a fülbemászó dallamok helyett a nagyon összetett, rétegelt hangzásra helyezi a hangsúlyt. Ez a rajongók főleg az idősebb generációhoz tartozó tagjai körében vegyes fogadtatást eredményezett, azonban a kritikusok nagy része nagyon elismerően nyilatkozott meg az újító hatású munkáról. A német FAZE magazin például 10/10 pontra értékelte a lemezt és azt írta: "Úgy tűnik, Jean-Michel Jarre még mindig nincs túl a csúcson". A hetvenes évei közepén járó Jarre ezzel az albummal számos új rajongót szerzett magának, főleg a fiatalabb és kísérleti elektronikus zene iránt érdeklődő közönség körében.
Az album megjelenésével egy időben Jarre elindította az Oxyville projektet is, amely egy a Sin City és a Metropolis által inspirált virtuális valóságban megalkotott város, ahol Jarre időként koncerteket adhat, illetve interaktív térként más művészeknek is lehetőséget jelent majd.
A Oxymore projekt folytatásaként a lemez dalaihoz számos előadó által készültek remixek, átdolgozások, többek között olyan ismert előadók által is, mint Brian Eno és a Depeche Mode-ból ismert Martin Gore. Jarre azonban fontosnak tartotta, hogy például általa kedvelt, de sokkal kevésbé ismert, fiatalabb, női előadók is, mint Adiescar Chase, Irène Drésel vagy Nina Kraviz is részei legyenek a projektnek. A remixek digitálisan 2022 őszétől 2023 őszig jelentek meg fokozatosan, majd 2023-ben Oxymoreworks címen lemezre gyűjtve is kiadták őket.
2023 karácsonyán, december 25-én Jarre újabb koncertet adott, ezúttal egyszerre a virtuális valóságban és valós helyszínen. A Versailles-i kastély építésének 400. évfordulójának ünneplése alkalmából, az épületen belül színpadot állítva egyszerre adott elő a helyszínen tartózkodó közönségnek és az eseményt a virtuális térben követő közönségnek egy látványos virtuális show keretében. A következő évben az esemény Versailles 400 Live címen jelent meg koncertlemezként. 2024. január 26-án egy Epica Oxygene című kislemezt adott ki, ami a leghíresebb dalának, az Oxygene 4-nek és a legutóbbi albumán, az Oxymore-on megjelent Epica című dal különleges összedolgozása volt.

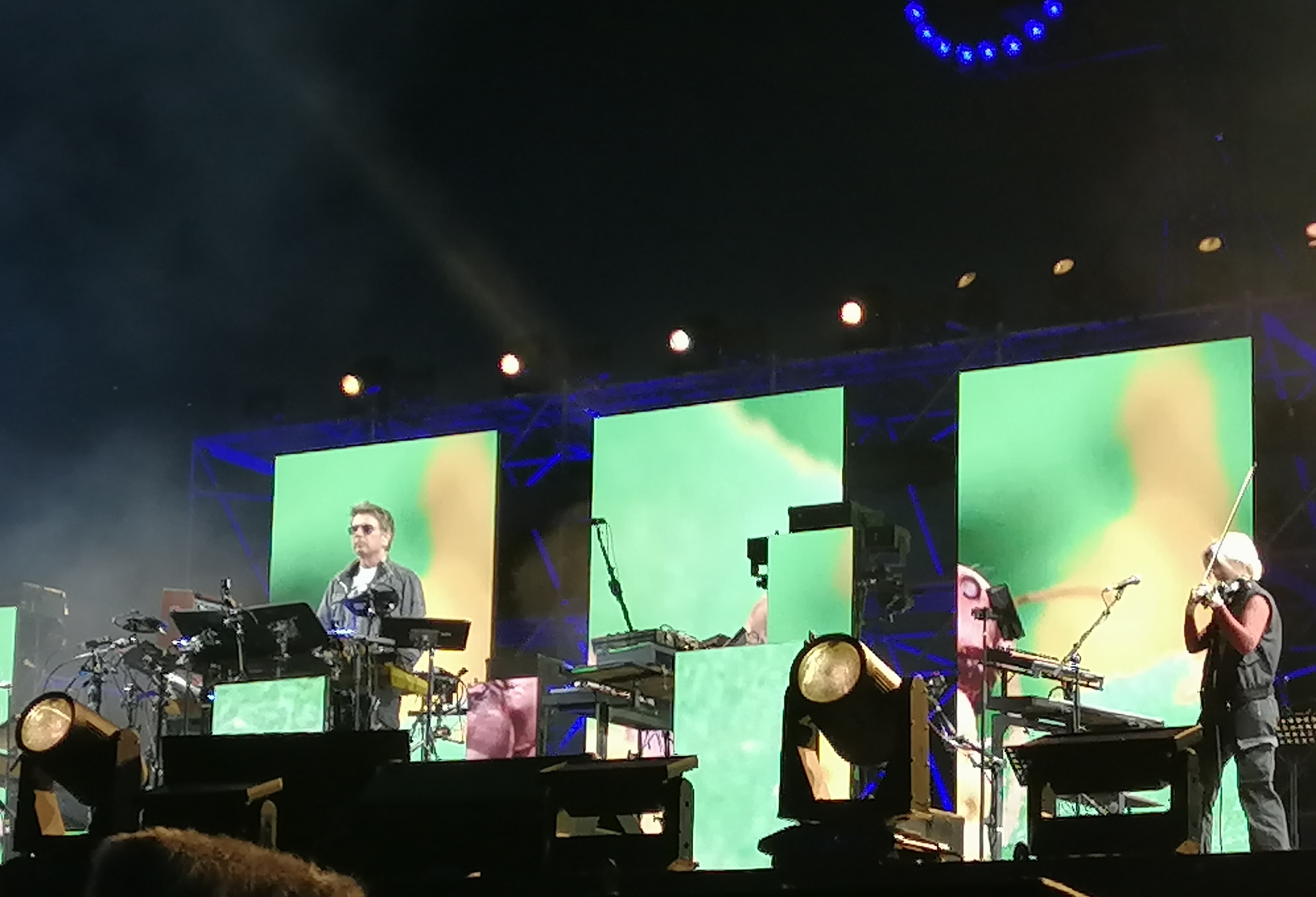
Jean-Michel Jarre és Adiescar Chase a 2024-es Starmus koncerten

2024. május 12-én Jarre 13 év után ismét szabadtéri, ingyenes koncertet adott, ezúttal Pozsonyban, az ott rendezett Starmus fesztivál megnyitójaként. A Bridge from the Future nevű koncerten fellépett a Queen gitáros-zeneszerzője, Brian May is, akivel több népszerű Jarre zenét, például a Rendez-Vous és az Electronica lemezek egyes dalait is újabb, May gitárjátékával újradolgozott verzióját játszották közösen. Az esemény része volt az Oxymoreworks-ön már Jarre-al együtt dolgozó Adiescar Chase is, a 30 éves brit multiinstrumentalista és BAFTA-díjra is jelölt filmzeneszerző szintetizátorok mellett többek közt gitáron, basszusgitáron, hegedűn és az újrahangszerelt Azimuth című dal közben didzseridun műközött közre. A nagyszabású eseményen összesen több, mint 100 000 ember volt jelen.
Július 14-én a La Rochelle-i Francofolies fesztiválon, az esemény 40. évfordulójának alkalmából adott koncertet. A koncerten Zaho de Sagazan 24 éves francia énekesnővel közösen adta elő az 1975-ben, Christophe számára Jarre által írt 'Les Mots Bleus' című dal egy erre az alkalomra készült különleges, elektronikus változatát.
Másfél hónappal később Jarre bejelentette, hogy több ismert francia elektronikus előadó mellett ő is fel fog lépni a 2024-es párizsi paralimpiai játékok záróünnepségén is. Az eseményen Jarre egy több dalát is (például az Oxygene 2-t, a Stardust-ot, a Brutalism-ot vagy a Rendez-Vous 4-et) felhasználó egyveleget és a Time Machine című, lézerhárfával előadott számát játszotta a 80 ezer emberből álló közönségnek. 2024. november 8-án a Zoolook megjelenésének 40. évfordulóján az albumot újrakiadta egy bónusz számmal, az eredetileg erre a lemezre szánt Moon Machine-el, ami korábban az Images válogatáslemezen is megjelent.
2025 elején számos koncert időpontot és helyszínt jelentett be egyesével a közösségi oldalain, amelyek egy elsősorban Európa közepére és északi részére szervezett turné részei. A helyszínek között Budapest is ott volt. 2025. május 2-án pályája során először kap a legelső lemeze a Deserted Palace egy újrakiadást.

## Hangszerei, zenei stílusa

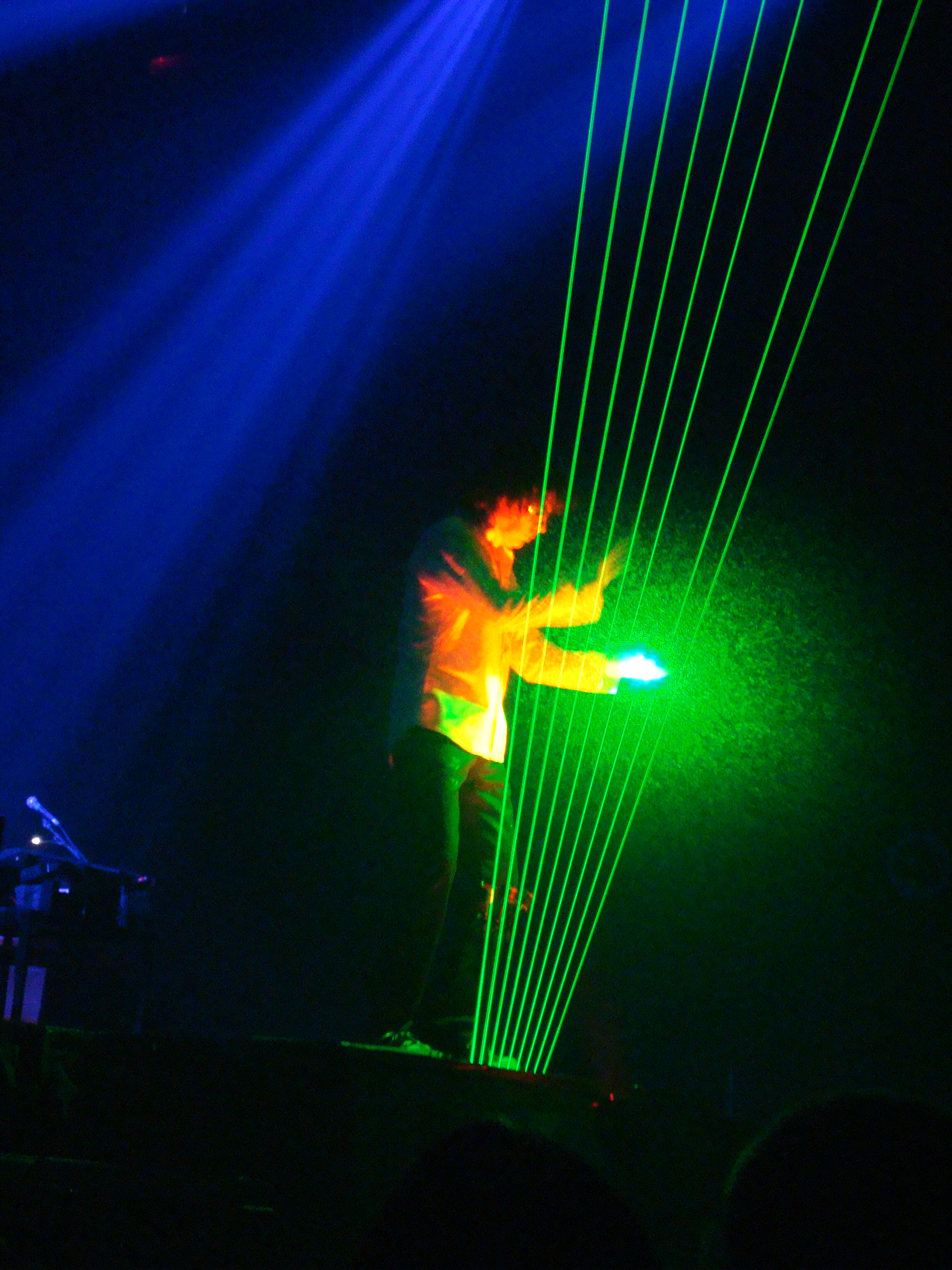
Jean-Michel Jarre lézerhárfán játszik

Akárcsak több zenésztársa, ő is nagyon fontos a hangszergyártó cégeknek, amelyeknek sokszor konkrét fejlesztési tanácsokkal szolgál. Jarre pályája kezdetén analóg szintetizátorokkal dolgozott, ezeken készítette az első négy studióalbumát is. Az ARP 2600; a VCS3, az effektgép; az AKS a bugyborékolós és a túlvilági effektekért felelős; az Eminent adja az űrbéli alaphangzást, vagy az analóg sampler, a mellotron. Az egyik kedvence a Moog, amelyet az elektronikus zene Stradivariusának nevez. Hangszerei között még a Korg, a Roland, a Kurzweil szintetizátorai találhatók. A teremin, mely az első elektronikus hangszer volt, több lemezén és koncertjén kapott nagy szerepet.
1979-től, az első digitális, számítógéppel irányítható szintetizátorok megjelenését követően azonnal használni kezdte az új hangszereket, többek közt a Fairlight CMI-t, aminek segítségével a 80-as évek elején hangminák modulálásával ért el atmoszférikus vagy épp pszichedelikus hangzást. A 80-as évek közepén az Elka Sythex hangjait, majd a Roland D-50 szintetizátort használta nagyon gyakran. A 90-es évek végén a technológia fejlődésével az egyre jobb minőségű új digitális szoftverekkel kezdett dolgozni, leginkább a Pro Tools-al, majd a 2010-es évek első felétől az Ableton Live szekvenszer programot használta a lemezeihez és a koncertjeihez. A 2020-as években a háromdimenziós zenekészítés felé fordulva a legmodernebb 360°-os szerkesztéshez készült programokat, például a L-ISA Studio-t használja.
A koncerteket illetően a 2000-es évek elején új hangszereken kezdett játszani, ekkoriban kezdett elektronikus furulyát és ribbon kontrollert használni, amelyből elnyújtott hangokat lehet könnyedén kicsalogatni. Leghíresebb és leglátványosabb élő előadásokon használt hangszere, melynek fejlesztésébe is rengeteg munkát és pénzt fektetett bele, a lézerhárfa. Jarre bizonyos számaihoz vokállal is hozzájárul, a Revolutions című dalban, a Métamorphoses több számában, a Rendez-Vous in Space koncert dalain vagy a Falling Down című számban vokóderen keresztül énekel. Emellett néha nem csak elektronikus hangszereken játszik, az Electronica turnéján például a Conquistador című dalában elektromos gitáron is játszott.
Hangzásvilágát, stílusait tekintve az egyik legváltozatosabb, állandóan megújulni képes művész, aki az 1970-es évektől eddig, a 2020-as évekig hat különböző évtizeden át volt képes majdnem minden lemezén új írányt venni, új utakat keresni, még a legnagyobb sikerei után sem engedett a csábításnak, hogy meglovagolva azt lemásolja, kövesse a sikert jelentő stílusát. Ez azt jelenti, hogy a zenetörténelemben a magát egyik legtöbb, egymástól akár gyökeresen is eltérú stílusban is kipróbáló zenészeinek egyike. Zenei világának része az űrzenei hangzású első Oxygène anyaga, a latinos hangzású Magnetic Fields 5, a távol-keleti jellegű Fishing Junks at Sunset, az erősen kísérleti, jazz és funk stílusokat avantgárd-hatású popzenével egyesítő Zoolook, a nagyzenekari hatású, new age-es Rendez-Vous, a sötét, etno-jazzes Tokyo Kid, az afrikai népzenére épülő September, a világzenei, arab hangzású Revolutions, karibi jellegű Calypso 1, a minimalista, atmoszférikus ambient Wating for Cousteau, hiphop effektekkel dolgozó Chronolgie 5 vagy a klasszikus techno ütemű Chronogie 6, a pergő breakbeat ütemeket világzenével egyesítő, 3 nyelven előadott éneket tartalmazó C'est la Vie, a house ütemeket használó Hey Gagarin, a dream pop műfajú Give me a Sign, a future jazz jellegű Sessions 2000 album, a chill-out stílushoz tartozó Geometry of Love lemez, a 2000-es években népszerű tánczenei elemeket használó Teo & Tea, a klasszikus trance struktúrájú Stardust, a trip-hop jellegű Watching You, dark elektro stílusú Conquistador, a filmzenei hatású Electrees, a downtempo jellegű Oxygène 3 anyaga, a természeti ambient Amazonia és a zajos, nagyon komplex ipari hangzásra épülő Oxymore.
Mindig is szerette technológiailag és kulturálisan egyaránt tartani a lépést az elektronikus zene aktuális jelenével. Művészeti hitvallásának alapvető része, hogy szerinte a művésznek nem feladata a közönség szolgai kiszolgálása, mert az a kreativitás halálát jelenti. Többször is kifejezésre juttatta, hogy nem hajlandó a legsikeresebb és legismertebb művének, az Oxygène-nek az újabb és újabb ismétlésére, akkor sem, ha a rajongói ezt várják tőle, hogy inkább vállalja, hogy elveszít bizonyos régi rajongókat és cserébe újabb, fiatalabb rajongók ismerik meg a munkásságát.
Nem érez nosztalgiát a korábbi művei iránt, úgy érzi, hogy a korábbi zenéknek a koncerteken a helyük és a lemezein új stíusokban kell kipróbálnia magát. 2022-ben úgy nyilatkozott: "A nosztalgia nagyon káros az emberi elmére. Beleragadni a nosztalgiázásba elég szomorú... sajnálom azokat, akik félnek a jövőtől".

## Koncertek
Minden koncertje különleges hangzású. Különböző korszakaiban más-más hangszerek dominálnak a hangzásban. Ez a különböző stílusú dobok és dobosok közreműködésének eredménye is, mint Joe Hammer, Chris Deschamps, Laurent Faucheux, Dominic Mahut vagy Gary Wallis. Vagy éppen hűséges gitárosa, Guy Delacroix basszusgitáros részvétele, illetve a keményebb, metált képviselő Patrick Rondat szereplése az elektromos gitárral. Sokkal közülük régóta jó barátságot ápol, akárcsak a sokat segítő Michel Geiss hangmérnökkel, Dominique Perrier-vel és Francis Rimberttel, aki minden koncertjén a színpadon zenélt. 1986-os első nagyszabású koncertjén is fellépett a színpadon szimfonikus együttes illetve kórus, melyek közreműködésével több színt visz a hangzásba, de őket is többféle variációban hívja meg. Egyiptomi koncertje óta koncertjei hangzását gyakran a folkelemekkel díszíti helyi népi, tradicionális zenét képviselő művészek közreműködésével. Koncertjein nem sűrűn fordul elő, azoknál a számoknál sem, amelyet különösképpen nem vegyít klasszikus, folk vagy egyéb elemekkel, hogy ugyanúgy szólalnának meg. Előszeretettel remixeli saját számait és rajongói körében köztudott, hogy a legjobb Jarre remixek a saját keze alól kerülnek ki. A legtöbb koncertjének látványossága nagy részben Mark Fishernek köszönhető. A lézerfény, a lézeres rajzok, az óriásreflektorok, a tűzijáték, illetve az épületekre való vetítések elmaradhatatlan részei koncertjei látványosságának.

### Magyarországi koncertjei
- 1993. augusztus 19. Népstadion (Chronologie Tour)
- 1997. június 24. Budapest Sportcsarnok (Oxygene 7-13 Tour)
- 2008. november 12. Papp László Budapest Sportaréna (Oxygene Anniversary Tour)
- 2009. május 4. debreceni Főnix Csarnok (In-doors Tour)
- 2010. május 24. Papp László Budapest Sportaréna (2010 Tour)
- 2016. november 10. Papp László Budapest Sportaréna (Electronica Tour)
- 2025. június 26.  Papp László Budapest Sportaréna (Special Summer Live Tour 2025)

## Magánélete
Anyja, France Pejot, a II. világháború alatt a francia ellenállási mozgalom fontos tagja volt és többször szökött meg a náciktől, 5 éves korától egyedül nevelte fel Jarre-t, aki szerint ő jelentette a legfontosabb inspirációt számára. Tőle tanulta meg, hogy soha ne keverje az ideológiát egy néppel, ezért Jarre soha nem hitt a kulturális bojkottban. Nagyapjával, André Jarre-al szoros kapcsolata volt, tőle az új technológiák iránti rajongást kaphatta.
Apjával, Maurice Jarre-al szinte egyáltalán nem volt kapcsolata, Jarre saját bevallása szerint csak körülbelül 20 alkalommal találkozott vele személyesen élete során, ezért szinte irigyelte azokat, akinek legalább van konflikusuk az apjukkal. Életrajzi könyvében és egyéb interjúkban elmondta, hogy még az a kevés találkozó is udvarias, de végig rideg hangulatú volt, ahol inkább kollégákként beszélgettek, illetve, hogy az apja a saját lakására soha nem hívta el. Két féltestvére van apai ágról, Kevin Jarre színész és Stéphanie Jarre színházi díszlet- és jelmeztervező.
1975-ben kötött házasságot Flore Guillard-ral, akitől Émilie lánya született, azonban csak 1976-ig éltek együtt és 1977-ben el is váltak. 1976-ban ismerkedett meg Charlotte Rampling-el, akit 1978-ban vett feleségül. Rampling előző házasságából született fiával, Barnaby Southcombe-al, majd a nem sokkal később született közös fiukkal, Daviddel alkottak egy családot az 1990-es évek közepéig. Rampling-al 1996-tól már nem éltek együtt, de hivatalosan csak 2002-ben váltak el és a mai napig közeli barátságot ápolnak. 1997-től 2000-ig Odile Froment köztisztviselővel volt kapcsolata, majd 2002-ben eljegyezte Isabelle Adjanit, akivel rövidesen szakítottak. Nem sokkal később találkozott Anne Parillaud színésznővel, majd 2005-ben őssze is házasodtak, azonban 2010-ben ők is elváltak. 2016 óta Gong Li-vel él együtt, akivel 2019-ben össze is házasodtak. Jarre a 2020-as szilveszteri virtuális valóság koncertjének háttérmunkáiról készült videóján a helyszínen köszöntötte fel a január 1-jén született feleségét. 2023-ban Emmanuel Marcon francia elnök többek között Jarre és Gong Li kíséretében ment diplomáciai útra Kínába, majd 2024-ben mindketten a fogadóbizottság részei voltak, amikor a kínai hivatalos delegáció érkezett Franciaországba.

## Lemezei
Nagylemezei borítójának nagyobb részét Michel Granger képei tették híressé.

### Nagylemezek
- Deserted Palace (1972)
- Les Granges brûlées (1973)
- Oxygène (1976)
- Équinoxe (1978)
- Magnetic Fields (1981)
- Music for Supermarkets (1983) – Csak egy hivatalos nyomás létezik, jelenleg egy magángyűjtő tulajdonában.
- Zoolook (1984)
- Rendez-Vous (1986)
- Revolutions (1988)
- En attendant Cousteau (1990)
- Chronologie (1993)
- Oxygène 7-13 (1997) (A 2016-os Oxygène Trilogy kiadásban Oxygène 2 címen jelent meg)
- Métamorphoses (2000)
- Interior Music (2001)
- Sessions 2000 (2002)
- Geometry of Love (2003)
- Téo & Téa (2007) (+ DVD)
- Electronica 1: The Time Machine (2015)
- Electronica 2: The Heart of Noise (2016)
- Oxygène 3 (2016)
- Équinoxe Infinity (2018)
- Amazônia (2021)
- Oxymore (2022)

### Koncertlemezek
- The Concerts in China (1982)
- In Concert Houston / Lyon (1987)
- Destination Docklands (1989)
- Hong-Kong (1994)
- Nuit Électronique (1998) (Japánban jelent meg, TK 1998 Latest Works Tetsuya Komuro boxset részeként)
- Jarre in China (2005) (A DVD box részeként)
- Live From Gdańsk (2005)
- Printemps de Bourges 2002 (2006)
- Welcome to the other side (Live in Notre-Dame VR) (2021)
- Versailles 400 Live (2024)

### Válogatáslemezek, remixlemezek, speciális kiadások
- The Essential 1976-1986 (1983/1985)
- Images (1991) (1997-ben újra kiadták plusz 3 számmal)
- Jarremix (1995)
- Complete Oxygene (1997) (limitált album, az Oxygène és az Oxygène 7-13 + az Oxygène 12 remixváltozata)
- Odyssey Through O2 (1998)
- AERO (2004) (DVD-vel)
- The Essential (2004)
- The Symphonic Jean-Michel Jarre (2006) (szimfonikus átiratok – dupla CD, limitált kiadásban plusz DVD-vel, 5.1-es hanggal)
- Sublime Mix (2006) (limitált kiadás a Jaguar Franciaország megbízásából, a Geometry of Love összevágott változata)
- The Complete Oxygene (2007) (tripla CD, az Oxygène és Oxygène 7-13 valamint az utóbbi album maxiválogatásai)
- Oxygène – New Master Recording (2007)
- Essentials & Rarities (2011) (2 CD + poszter)
- Oxygène Trilogy (40th Anniversary Edition) (2016) (Az Oxygène mindhárom részét tartalmazza, az első lemez 40. kiadásának évfordulója alkalmából)
- Radiophonie vol. 9 (2017)
- Planet Jarre (2018)
- Snapshots from EōN (2019) (a Jarre és az IOS által kifejlesztett EōN nevű alkalmazáshoz tartozó, azt bemutató lemez)
- Radiophonie vol. 10 (2020)
- Radiophonie vol. 12 (2022)
- Oxymoreworks (2023)

### Kislemezek, maxi CD-k
- La Cage / Eros Machine (1971)
- Les Granges Brûlées (1973)
- Oxygène 4 (1976)
- Oxygène 2 (1977)
- Equinoxe 5 (1978)
- Equinoxe 4 (1979)
- Magnetic Fields 2 (1981)
- Magnetic Fields 4 (1981)
- Orient Express (1982)
- Souvenir of China (1982)
- Zoolook (1984)
- Zoolookologie (1984)
- Rendez-Vous 4 (1986)
- Revolutions (1988)
- London Kid (1988)
- Oxygène 4 (Remix) (1989)
- Calypso (1990)
- Chronologie 4 (1993)
- Chronologie 2 (1993)
- Chronologie 6 (1993)
- Chronologie 8 (1993)
- Chronologie 6 Slam & Gat Decor Remixes (1994)
- Chronologie 6 Hong Kong (1994)
- Oxygène 8 (1997)
- Oxygène 10 (1997)
- Oxygène 7 (1997)
- Rendez-Vous '98 (1998)
- Together Now (1998)
- C’est La Vie (1999)
- Tout Est Bleu (2000)
- J’te Flashe, J’Te Love (2001) (Pierre Palmade-dal a My Name Is Arthur átirata)
- Aerology (Promo) (2003/2004)
- Téo & Téa (2007)
- Vintage Remixes (2007)
- Glory (2015)
- Conquistador (2015)
- Zero Gravity (2015)
- Watching You (2015)
- Stardust (2015)
- If..! (2015)
- The Heart of Noise (2016)
- What You Want (2016)
- Exit (2016)
- As One (2016)
- Oxygene 17 (2016)
- Infinity (Movement 6) (2018)
- Brutalism (2022)
- Epica Oxygene (2024)

## DVD-k
Mindegyik nagy koncertjéről készült film vagy közvetítés, 1993-ig VHS-en kiadták őket, de csak a következők jelentek meg DVD-n:
- The Concerts in China (1981) (nem hivatalos kiadás, Shock kiadó, Ausztrália, 2008)
- Oxygéne in Moscow (1997) (Brazília és Egyesült Államok, 2000)
- AERO (2004) (együtt a CD-vel)
- Jarre in China (2004) (+ CD-vel)
- Solidarnosc Live (2005) (+ CD-vel)
- Téo & Téa (2007) (együtt a CD-vel)
- Oxygene – Live In Your Living Room (2007) (2D-s és 3D-s változat)
- Welcome to the other side (Live in Notre-Dame VR) (2021)

## Díjak és elismerések
- Charles Cros Akadémia Nagydíja (1976 – Oxygène, 1984 – Zoolook)
- Zeneszerzők, Szerzők és Zeneműkiadók Társaságának aranyérme (SACEM France)
- Guinness Rekordok Könyve (1979, 1986, 1990, 1997 – legnagyobb közönség a szabadtéri ingyenes koncert kategóriában)
- Victoires de la Musique (1985 – Zoolook, 1986 – Rendez-vous, 1986 – Rendez-vous Houston koncert, 1994 – Chronologie)
- UNESCO Jótékonysági Nagykövete (1993)
- francia Becsületrend lovagi cím (1995)
- Nemzetközi Lemezipari Szövetség (IFPI) Platinum Európa Díj (1998)
- Lengyel Televíziós Akadémia "Super Wiktor" díja (2005 – Space of Freedom koncert)
- Gdańsk Tiszteletbeli Polgára
- Gdańskban az Év Embere Díj (2005)
- Mengyelejev Egyetem tiszteletbeli doktora (2008)
- MOJO magazin Életműdíj (2010)
- SACEM Elektronikus Zenei Nagydíj (2010)
- francia Becsületrend Tiszti rendjele (2011. július 14.)
- 4422 Jarre, 3,35 éves keringési idejű kisbolygó, apjával közösen a nevüket viseli.
- Stephen Hawking Medal for Science Communication (2017)
- francia Becsületrend parancsnoki fokozata (2021. június 21.)